# Shinova
 (mars 2019).
Shinova est un groupe de rock alternatif espagnol, originaire de Bérriz, Biscaye.

## Biographie
Shinova est formé en 2008 par le chanteur Gabriel de la Rosa et le bassiste Ander Cabello. Un premier casting permanent du groupe est trouvé avec les deux guitaristes Iñaki Elorza et Javier Martín, et le batteur Eneko Urcelay, qui rejoignent Cabello et de la Rosa. Au fil du temps, le groupe change de sorte que, aux côtés des deux fondateurs de la Rosa et Cabello, Daniel del Valle et Erlantz Prieto jouent de la batterie, et Joshua Froufe des guitares électriques.
En mai 2009, le groupe sort son premier album, Latidos, qui appartient toujours à la veine metal mélodique. Il est enregistré aux Estudios Santos de Ondarroa dans la province de Biscaye et masterisé à Madrid et Buenos Aires, en Argentine. Le deuxième album à part entière, La Ceremonia de la confusión, est enregistré aux studios Sandman de Madrid, et finalisé par Mika Jussila aux studios Finnvox à Helsinki.
Après la sortie du troisième album Ana et el artista temerario, sur Maldito Records, en 2014, suit Volver chez Warner Music Espana à l’automne 2016,. L'album se classe 49e dans les charts espagnols pendant une semaine.

## Discographie
- 2009 : Latidos (DFX Records)
- 2011 : La Ceremonia de la confusión
- 2014 : Ana y el artista temerario (Maldito Records)
- 2016 : Volver (Warner Music Espana)
- 2018 : Cartas De Navegación (Warner Music Espana)